# Heroes of Might and Magic III: Armageddon's Blade
Heroes of Might and Magic III: Armageddon's Blade é a primeira de duas expansões para o jogo Heroes of Might and Magic 3. Foi desenvolvido pela New World Computing para Microsoft Windows e lançado pela 3DO em 1999.

## Sinopse
Após a morte do rei Xenofex, dos Kreegans de Eofol, Lúcifer Kreegan assume o controle de Eofol e impulsionado por uma visão, começa a procurar um meio para formar uma arma antiga conhecida como Armageddon's Blade; capaz de deixar o mundo em chamas. Seu general Xeron é encarregado de localizar os componentes para a espada. Para pará-lo os exércitos de Erathia e Avlee atacam Eofol, recebendo ajuda de elementais de novas cidades chamadas Conflux. A rainha Catherine e o recém libertado rei Roland são ajudados pelo elfo Gelu durante a guerra. Xeron obtém a espada, mas é derrotado por Gelu em seu caminho de volta para Eofol. Gelu reivindica a espada e a mando da rainha Catherine utiliza-a para matar Lúcifer Kreegan.
Após este evento o rei Roland e a rainha Catherine retornam a Enroth e a Armageddon's Blade fica em posse de Gelu. A história continua em Heroes Chronicles no capítulo The Sword of Frost levando a um cataclismo que prepara o jogo para Heroes of Might and Magic IV.
Apenas uma das seis novas campanhas disponíveis em Armageddon's Blade se refere diretamente à história principal. Os eventos de Armageddon's Blade seguem os eventos de Might and Magic VII: For Blood and Honor. Quando o reino de Erathia luta para se reconstruir após as Guerras da Restauração. Os Kreegans lançam uma invasão surpresa, já cansados de guerra as forças da rainha Catherine não são páreo para o exército Kreegan.

## Personagens
Na campanha Armageddon's Blade, o jogador assume o controle da rainha Catherine, a principal personagem do jogo, e também o rei Roland Ironfist, o protagonista de Heroes of Might and Magic II. Novos personagens incluem o elfo Gelu e Xeron, líder dos exércitos de Eofol. As outras campanhas incluem vários personagens não vistos previamente, como o matador de dragões Dracon na campanha Dragon Slayer, enquanto a campanha Festival of Life apresenta o bárbaro Kilgor, que tem um papel proeminente no início do Heroes of Might and Magic IV. A campanha Dragon's Blood apresenta Mutare, uma "overlord" do reino das profundezas que retorna em Heroes Chronicles no capítulo Clash of the Dragons junto com Adrienne, protagonista da campanha Playing With Fire. A campanha Foolhardy Waywardness apresenta o cavaleiro Sir Christian que também retorna em Heroes of Might and Magic IV. Como um aparte, o epílogo da campanha Foolhardy Waywardness explica a razão da aparição de Sir Christian como o primeiro herói da campanha Long Live the Queen em Heroes of Might and Magic 3.

## Jogabilidade
A expensão altera a jogabilidade do jogo original acrescentando novas funcionalidades. A mudança mais significativa da expansão Armageddon's Blade é a adição da nova cidade, o Conflux, aumentando para nove o número de cidades em Heroes of Might and Magic 3. O tema da nova cidade gira em torno de elementos clássicos (como água, fogo, terra) e inclui novas criaturas aleatórias. Seis novas campanhas foram incluídas, uma como continuação do enredo de Heroes 3, com outras cinco que giram em torno de aventuras no mesmo mundo. Mais de 35 cenários individuais também foram adicionados.
Retornando como unidades não-alinhados (isto é, sem cidade), vários tipos de criaturas de jogos anteriores Heroes fazem uma aparição. Estes incluem Peasants, Boars e Halflings. A expansão também introduziu novas criaturas não-alinhadas como o poderoso Azure Dragon. Onze novos heróis de campanha e dois novos artefatos Armageddon's Blade e Vial of Dragonblood. Novos objetos aleatórios para o mapa do jogo também foi introduzido, como por exemplo o Quest Guard que dá uma missão ao herói se o mesmo deseja passar por ele, a missão varia de acordo com o criador do mapa.
Um gerador de mapa aleatório também foi incluído, permite que o jogador crie mapas usando uma série de parâmetros a sua escolha. E finalmente um criador de campanhas para cenários individuais.

## Críticas
Armageddon's Blade foi muito bem recebido pela crítica. A IGN observou melhorias feitas no editor de mapas e elogiou a quantidade de novos conteúdos, enquanto o GameSpot centrou-se na adição do alinhamento Conflux e ajustes para o jogo. A revisão do Game Revolution foi de que ficaram desapontados com a cidade Conflux e seu uso de criaturas neutras, pois algumas já estavam presentes em Heroes 3, mas elogiaram a campanha de enredo e jogabilidade, juntamente com a adição de novas funcionalidades. Algumas opiniões eram críticas da falta de mudanças a base do jogo.